# Daniel Babor
Daniel Babor (Beroun, 22 de octubre de 1999) es un ciclista profesional checo que desde 2023 milita en las filas del conjunto Caja Rural-Seguros RGA.

## Palmarés

### En ruta
2021
- 1 etapa del Tour de Rumania

2022
- 1 etapa del Tour de Loir-et-Cher
- 2 etapas del Tour de Rumania

2023
- 1 etapa de la Vuelta a Portugal
- 1 etapa del Tour de Langkawi

2024
- 1 etapa de la Vuelta al Alentejo

### En pista
2018
- Campeonato de la República Checa en Omnium
- Campeonato de la República Checa en Americana (con Luděk Lichnovský)

2020
- Campeonato de la República Checa en Americana (con René Smekal)
- Campeonato de la República Checa en Omnium

2021
- Campeonato de la República Checa en puntuación
- Campeonato de la República Checa en Omnium
- Campeonato de la República Checa en Eliminación

## Equipos
- Tufo-Pardus Prostějov (2018-2021)
  - Pardus-TUFO Prostějov (2018)
  - TUFO-Pardus Prostějov (2019-2021)
- Elkov-Kasper (2022)
- Caja Rural-Seguros RGA (2023-)